# Siedlce (powiat lubiński)

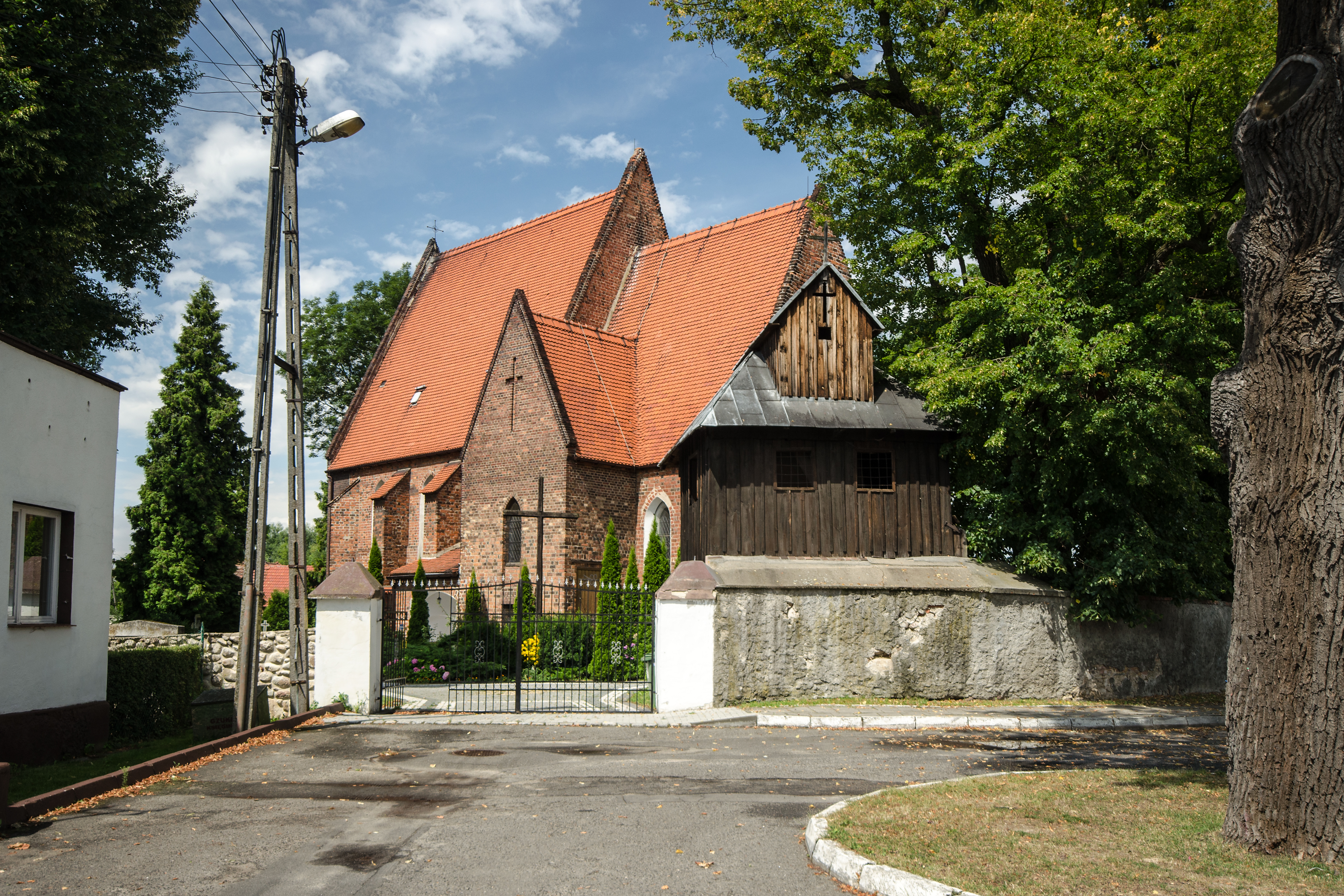
Kościół św. Michała Archanioła w Siedlcach

Siedlce – wieś w Polsce położona w województwie dolnośląskim, w powiecie lubińskim, w gminie Lubin.

## Podział administracyjny
W latach 1975–1998 miejscowość należała administracyjnie do województwa legnickiego.

## Położenie
Siedlce położone są w południowo-zachodniej Polsce, w pasie Niziny Śląsko-Łużyckiej, na łagodnym wzniesieniu moreny dennej w północno-wschodniej części Wysoczyzny Lubińskiej, na wysokości 110 m n.p.m., około 7 km na wschód od Lubina. Obszar wsi położony jest na terenie, który w przeszłości objęty był zlodowaceniem środkowo-polskim.

## Opis zabudowy
Duża wieś o nieregularnym kształcie i zwartej zabudowie. Zabudowa wsi składa się z pojedynczych budynków gospodarczo-mieszkalnych rozlokowanych po obu stronach dróg i Strugi Księginickiej, której źródła usytuowane są na północny zachód od wsi. Jest to wieś typu wielodrożnica, o charakterze rolniczym ciągnąca się na długości około 2,0 km. Wokół wsi rozciągają się rozległe użytki rolne, a przez wieś poprzecznie przebiega droga krajowa nr 36. Występują niewielkie pasy zieleni z drzew liściastych, wzdłuż potoku i miedz oraz w formie przydomowych nasadzeń. We wsi zachowało się kilka zabudowań gospodarskich z przełomu XIX/XX wieku, ruiny pałacu, kościół pw. św. Michała Archanioła z 1335 roku, zbudowania folwarczne oraz zdewastowany ogród pałacowy.

## Historia
Najstarsze ślady pobytu człowieka w rejonie Siedlec pochodzą z młodszej epoki kamiennej neolitu, o pobycie człowieka świadczą znalezione pojedyncze przedmioty oraz ich fragmenty. Bardziej udokumentowany jest okres kultury unietyckiej z epoki brązu. 
Wieś powstała w 1257 roku na prawie niemieckim. Pierwsza wzmianka o miejscowości pojawia się w tym samym roku (1257), w dokumencie lokacyjnym wystawionym w Głogowie przez księcia Konrada I głogowskiego, w którym wymieniona jest kaplica i sołtys Berthold. W bulli papieskiej z 1267 roku papieża Klemensa IV, w której potwierdzone są dobra klasztoru trzebnickiego, oraz wykaz osad płacących dziesięcinę klasztorowi w Trzebnicy, wśród których wymienione są "Sedlce" Siedlce. Siedlce w XIII i XIV wieku były wsią parafialną. Obok lenna kościelnego znajdowało się w osadzie wolne sędziostwo. W roku 1372 wioskę sprzedano rycerzowi polskiego pochodzenia, który był prekursorem rozbudowy kościoła w Siedlcach. Za jego czasów wybudowano nawę, a na zworniku sklepienia prezbiterium umieszczono herb fundatora - Korab. Z początkiem XV wieku właścicielami wsi staje się ród Nostitzów. W drugiej połowie XVI wieku rodzina von Nostitz zbudowała renesansowy dwór. Jedyną jego pozostałością są fragmenty fosy. W 1597 roku Ewa von Nostitz ufundowała ambonę i chrzcielnicę. W 1612 roku jej synowie ufundowali nad lożą kolatorską oraz założono strop kasetonowy ozdobiony scenami biblijnymi. W 1751 roku wieś oraz posiadłość nabył oficer armii pruskiej Ludwik Anton von Wechmar, za którego po północnej stronie kościoła zbudowano kaplicę z kryptą, w której zostały umieszczone liczne sarkofagi zmarłych dziedziców Siedlec. W XIX wieku, po przeciwnej stronie drogi wiejskiej, zbudowano folwark, zaś barokowy ogród przekształcono w ogród krajobrazowy. Ród von Wechmar posiadłość utrzymywał do 1945 roku. Ostatnim właścicielem posiadłości był Hans Heinrich von Wechmar.
Wraz ze wzrostem wpływów niemieckich Siedlce zmieniały nazwę: Zedlice (1289), Czedlicz (1376), Zedlitz.
W okresie II wojny światowej w Siedlcach mieścił się podobóz jeniecki, w którym Niemcy przetrzymywali polskich żołnierzy z kampanii wrześniowej 1939 roku

## Zabytki
Do wojewódzkiego rejestru zabytków wpisane są:
- zespół kościoła parafialnego pw. św. Michała Archanioła
  - kościół gotycki z 1372 r., przebudowany na początku XVII w., na początku XX w.; z barokowym wystrojem wnętrza z lożą kolatorską i emporami zdobionymi malowidłami przedstawiające sceny biblijne i stropem kasetonowym z 1618 r. przedstawiający Księgę Rodzaju
  - dzwonnica, drewniana, z XIX wieku
  - cmentarz
- zespół pałacowo-parkowy, z 1730 roku, XIX w.
  - ruiny pałacu
  - park ze starodrzewem i z pomnikami przyrody liczącymi około 160 lat

inne zabytki:
- kamienne płyty nagrobne przedstawicieli rodziny Nostitzów z XVI i XVII wieku.

## Oświata
W Siedlcach mieści się Szkoła Podstawowa im. Henryka Sienkiewicza, która swoim obwodem obejmuje miejscowości: Czerniec, Dąbrowa Górna, Gola, Księginice, Miroszowice, Siedlce, Składowice, Ustronie, Zalesie.